# Casa Colonial de Piraquara
Casa Colonial de Piraquara é um prédio histórico localizado na cidade de Piraquara, Região Metropolitana de Curitiba

## História
Construída no final do século XIX para abrigar colonos e imigrantes que exploravam a agricultura e a pecuária na antiga Vila de Deodoro (antigo nome da localidade de Piraquara, que homenageava o Marechal Deodoro da Fonseca e em 1929 perdeu esta denominação, retornado ao nome original).
Em março de 1973 a casa, que é de propriedade do município, foi tombada como patrimônio histórico e cultural do Estado do Paraná.

## Arquitetura
A Casa Colonial de Piraquara é uma moradia urbana de época em alvenaria de tijolos, sendo um sobrado de dois pavimentos e sótão e cobertura construída em duas águas com telhas francesas.